# Aichmis
Aichmis (altgriechisch Αἴχμις Aíchmis) war ein legendärer König von Arkadien und Herrscher von Orchomenos. Nachdem der arkadische König Polymestor, der Sohn des Aiginetes, kinderlos verstarb, wurde Aichmis, der Sohn seines Bruders Briakas, sein Nachfolger. Da die Arkader mit den Messeniern befreundet waren, kämpfte Aichmis im Ersten Messenischen Krieg an der Seite des messenischen Königs Aristodemos gegen die Lakedaimonier. Der lakedaimonische König Theopompos errang jedoch den Sieg und unterwarf die Messenier.
Nach seinem Tod bestieg Aichmis’ Sohn Aristokrates den Thron.